# Kesra
El pan kesra (en árabe خبز كسرة khebez kesra) es un pan plano originario y típico de Argelia. Tradicionalmente se cocina a fuego alto en un tajín.
Se prepara con sémola de trigo, aceite de oliva o en su defecto, mantequilla (previamente derretida), sal y agua. Además, dependiendo de la región o el artesano, se le puede agregar levadura o algún saborizante como comino o agua de azahar.
Como otros panes pita en el mundo árabe, se usa como acompañamiento, frío o caliente, para ser untado, relleno o mojado, para el desayuno o en la merienda, tradicionalmente se acompaña de leben (leche agria) o raib (cuajada).
Este pan de origen bereber ya fue descrito por Apiano en época romana tras la batalla de Escipión Emiliano contra el reino numidio de Masinisa.
|                                    |
| Mujer de Cabilia preparando kesra. |

|                            |
| Kesra cociéndose en tajín. |

|                                |
| Kesra, «el pan de los shawis». |

|                     |
| Kesra recién hecha. |